# Belligatta, Kudligi
Belligatta là một làng thuộc tehsil Kudligi, huyện Bellary, bang Karnataka, Ấn Độ.